# Condado de Douglas (Dakota del Sur)
El condado de Douglas (en inglés: Douglas County, South Dakota), fundado en 1873,  es uno de los 66 condados en el estado estadounidense de Dakota del Sur. En el 2000 el condado tenía una población de 3458 habitantes en una densidad poblacional de 3 personas por km². La sede del condado es Armour.

## Geografía
Según la Oficina del Censo, el condado tiene un área total de 1124 km² (434 mi²), de la cual 1123 km² (433,6 mi²) es tierra y 2 km² (0,8 mi²) es agua.

### Condados adyacentes
- Condado de Aurora - norte
- Condado de Davison - noreste
- Condado de Hutchinson - este
- Condado de Charles Mix - suroeste

## Demografía
En el 2000 la renta per cápita promedia del condado era de $28 478, y el ingreso promedio para una familia era de $33 935. El ingreso per cápita para el condado era de $13 827. En 2000 los hombres tenían un ingreso per cápita de $25 425 versus $18 309 para las mujeres. Alrededor del 14.60% de la población estaba bajo el umbral de pobreza nacional.
| 1900 | 1910 | 1920 | 1930 | 1940 | 1950 | 1960 | 1970 | 1980 | 1990 | 2000 | Est. 2008 |
| ---- | ---- | ---- | ---- | ---- | ---- | ---- | ---- | ---- | ---- | ---- | --------- |
| 5012 | 6400 | 6993 | 7236 | 6348 | 5636 | 5113 | 4569 | 4181 | 3746 | 3458 | 2945      |

## Ciudades y pueblos
- Armour
- Corsica
- Delmont
- Harrison
- New Holland
- Joubert

## Mayores autopistas
- Carretera de U.S.18
- Carretera de U.S.281
- Carretera de Dakota del Sur 44
- Carretera de Dakota del Sur 50